# Fernando Santos (treinador de futebol)
Fernando Manuel Fernandes da Costa Santos GOM (Lisboa, 10 de outubro de 1954) é um treinador de futebol e ex-futebolista português. Atualmente está treina a Seleção de Futebol do Azerbaijão . No dia 13 de dezembro de 2022, abandonou as suas funções como treinador da seleção portuguesa.  
Treinou Os Três Grandes de Portugal (FC Porto, Sporting CP e Benfica). Na maior parte da Década de 2000 trabalhou na Grécia, principalmente com o AEK Athens e o PAOK. Foi o treinador de Portugal nas conquistas do Campeonato Europeu de 2016 e da Liga das Nações da UEFA de 2018–19.

## Carreira
Iniciou a sua carreira de futebolista no Sport Lisboa e Benfica, passou ainda pelo CS Marítimo e Estoril. Ao mesmo tempo estudava Engenharia Eletrotécnica no Instituto Superior de Engenharia de Lisboa do Instituto Politécnico de Lisboa, completando a sua Licenciatura em 1977. 
Iniciou a sua carreira de treinador do Estoril Praia na época de 1986/87, sendo substituído por Carlos Manuel em 1994.
Na época seguinte, ingressou como treinador no CF Estrela da Amadora, onde chamou a atenção de diversos clubes nacionais e internacionais e onde logrou as melhores classificações na história deste clube. Este sucesso viria a levar à sua transferência para o FC Porto na época 1998/99, onde conquistou o inédito penta-campeonato, tornando-se conhecido pelo "Engenheiro do Penta". Permaneceu no clube até 2001, quando rumou ao campeonato grego, para orientar o AEK Atenas, conquistando o 2º lugar (com os mesmos pontos do vencedor) e a taça da Grécia. No entanto, as dificuldades financeiras do clube e a fuga dos seus melhores jogadores levou a que rumasse ao seu rival da capital grega, o Panathinaikos. Acabou por sair a meio da temporada por opção pessoal.
Em 2003/04, tornou-se treinador do Sporting Clube de Portugal, acabando por sair no final da época. Rumou novamente ao AEK Atenas, agora presidido pelo seu ex-jogador, Nikolaidis, para mais duas épocas onde, conseguiu colocar a equipa na Liga dos Campeões, feito extraordinário para uma equipa praticamente na falência.
Após a saída de Ronald Koeman do Sport Lisboa e Benfica, assumiu o cargo de técnico do clube que o viu nascer para o futebol e do qual sempre se assumiu como adepto e sócio, tornando-se assim no primeiro técnico português, e o terceiro a nível mundial, a comandar os três grandes de Portugal.
Fernando Santos sempre se assumiu um grande adepto da táctica 4–4–2 em losango, e tentou implantá-la no Benfica, mas após ter perdido diversos jogadores fundamentais a meio da época, terminou em 3º lugar no campeonato. 
Na madrugada entre o dia 19 e 20 de agosto de 2007, Fernando Santos viu o seu contrato de treinador com o Sport Lisboa e Benfica ser rescindido, sendo contratado para assumir o controlo do clube José Antonio Camacho.
Em 3 de setembro de 2007, volta novamente à Grécia, desta vez para treinar o PAOK de Salónica. Levou o clube à Liga dos Campeões, resolvendo definitivamente a crise financeira que abalava o clube há mais de uma década. 

### Seleção Grega
Em julho de 2010, foi anunciado como novo comandante da Seleção Grega, substituindo o alemão Otto Rehhagel.
Na Euro 2012, a seleção grega sob o seu comando alcançou os quartos de final da prova tendo sido eliminado pela Alemanha por 4–2.
Nas eliminatórias da Copa do Mundo de 2014 — Europa (Grupo G), os gregos obtiveram o segundo posto em seu grupo qualificando-se para avançar a segunda fase. Venceram a disputa contra a Seleção Romena.
Segundo colocado no Grupo C da Copa do Mundo FIFA de 2014, avançaram até as oitavas de final, quando foi foram derrotados pela Costa Rica nas penalidades. Neste jogo, foi expulso pelo árbitro Benjamin Williams no final do prolongamento. A FIFA o sancionou a oito partidas oficiais., mas 6 meses mais tarde acabaria por ver a suspensão retirada por decisão do Tribunal Arbitral do Desporto.

### Seleção Portuguesa

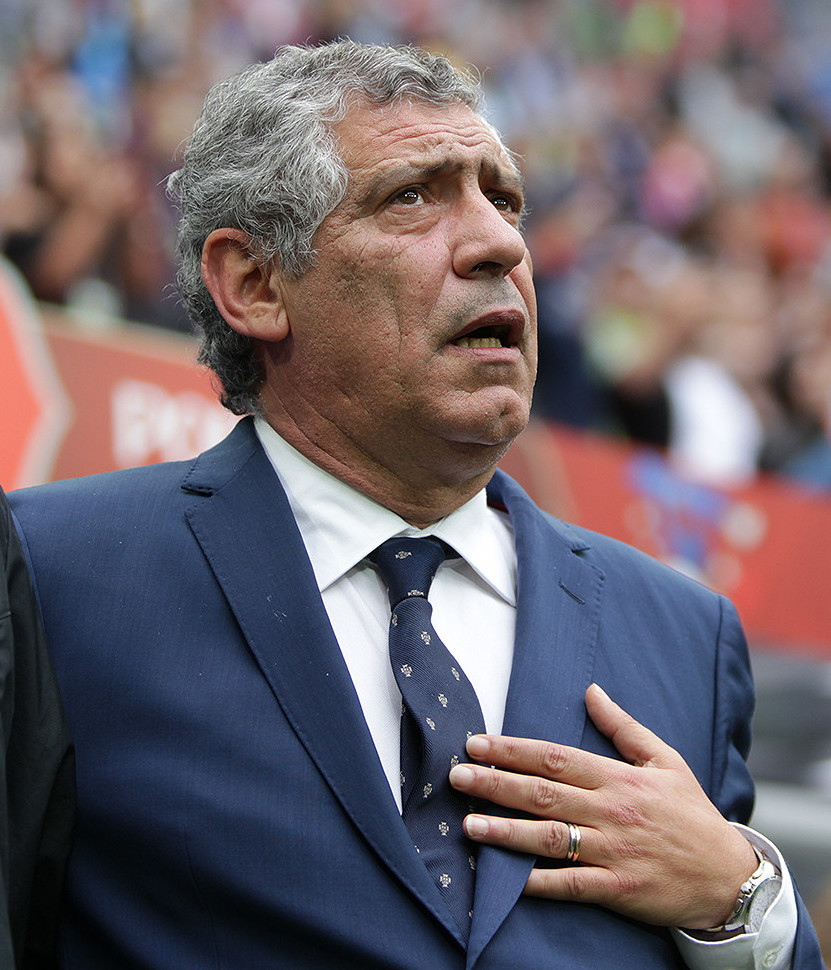
Fernando Santos na Taça das Confederações FIFA de 2017.

Em 24 de setembro de 2014, foi apresentado pela Federação Portuguesa de Futebol como substituto de Paulo Bento como treinador da Seleção Portuguesa. Na qualificação para o Campeonato Europeu de 2016 obteve o primeiro lugar em seu grupo. 
No Campeonato Europeu de 2016 levou Portugal ao título. A equipe venceu a França na final. Em consequência, a 10 de julho de 2016 foi feito Grande-Oficial da Ordem do Mérito.
Ainda em 2016, foi eleito pela IFFHS como o Melhor Selecionador do Mundo, e a Globe Soccer atribuiu-lhe o prémio de "Treinador do Ano".
No início de 2017, foi considerado pela FIFA um dos três melhores treinadores do mundo em 2016.
A 10 de outubro de 2017, conseguiu apurar Portugal para o Campeonato do Mundo de 2018 a realizar-se na Rússia, terminando no primeiro lugar do seu grupo com 9 vitórias e 1 derrota.
No dia 9 de junho de 2019, no comando da seleção portuguesa venceu a Liga das Nações da UEFA, realizada pela primeira vez, em Portugal.

## Estilo de Jogo

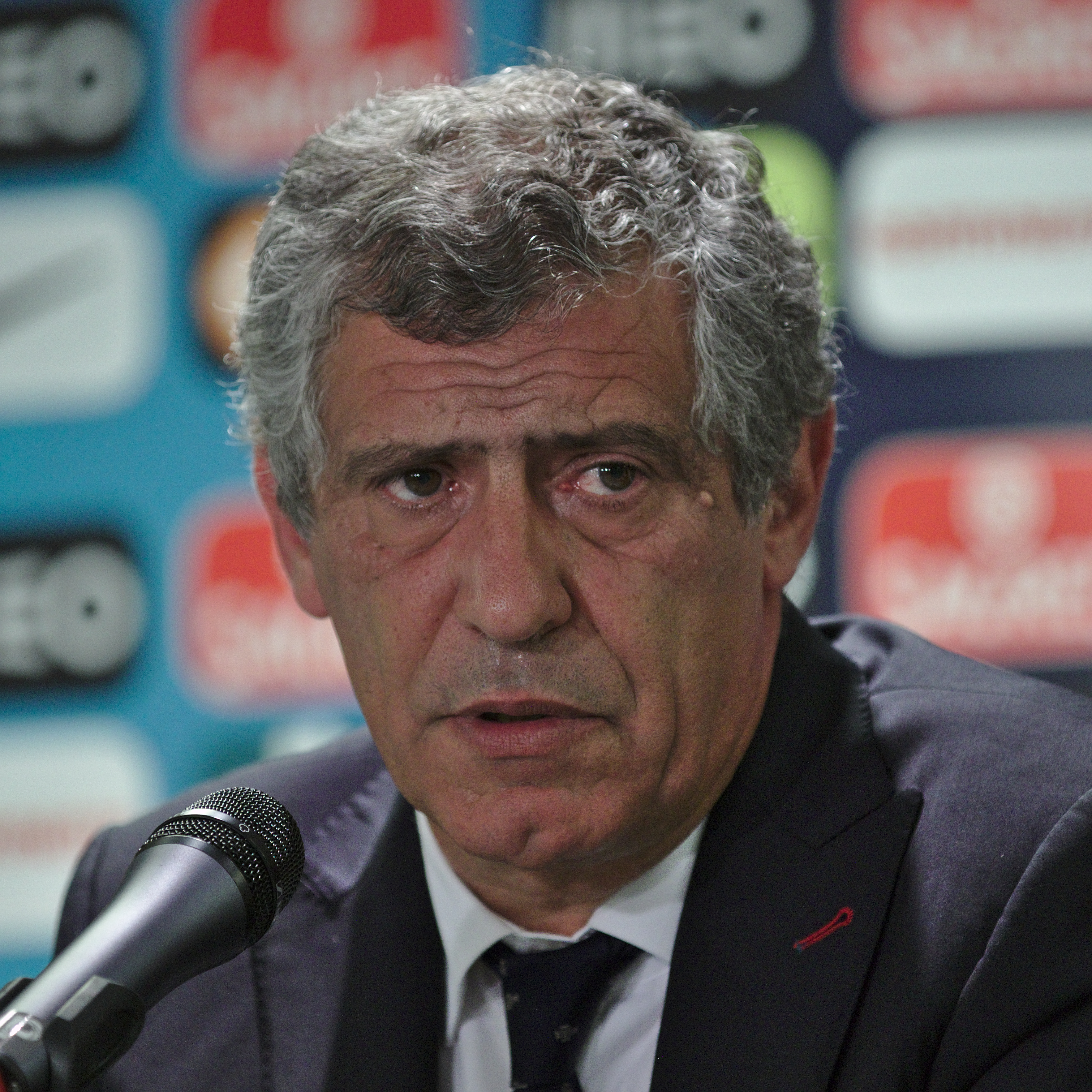
Fernando Santos em 2016.

Técnico disciplinado e de linha dura, Fernando Santos gosta que suas equipas atuem principalmente com solidez defensiva. Independentemente do sistema utilizado (sente-se totalmente confortável sem a bola, direciona o jogo através de induções e sofre pouco) uma equipa sem a posse, com coberturas e zonas de campo bem definidas, com um nível de concentração altíssimo e com grande competência para defender a sua área.
Seus esquemas de jogo preferidos são o 4–3–3, o 4–4–2 e, mais recentemente, o 4–2–3–1. Tem uma grande paixão pelo "double pivot" (traduzido: jogar com dois trincos). A ideia é pressionar no erro do adversário com uma defesa forte em bloco, boa recuperação de bola e um ataque vertical e veloz, sendo muitas vezes considerado um estilo de jogo pragmático.
Desde o EURO 2020, Fernando Santos tem sido alvo de crítica (pela comunicação social, mas também na opinião pública). Uma das principais críticas é a falta de inovação relativamente ao plantel, algo que tem sido abatido pelo treinador ao nomear (e usar) jogadores como Diogo Costa, Matheus Nunes e Otávio.

## Estatísticas
Atualizado até 9 de junho de 2019.
| Clube           | Ano              | Jogos | Vitórias | Empates | Derrotas | Aproveitamento |
| --------------- | ---------------- | ----- | -------- | ------- | -------- | -------------- |
| Estoril         | 1987–1994        | 230   | 81       | 72      | 77       | 45.65%         |
| Estrela Amadora | 1994–1998        | 136   | 39       | 47      | 50       | 40.2%          |
| Porto           | 1998–2001        | 156   | 98       | 31      | 27       | 69.44%         |
| AEK Athens      | 2001–2002 e 2006 | 137   | 85       | 28      | 24       | 68.86%         |
| Panathinaikos   | 2002–2003        | 9     | 6        | 0       | 3        | 66.67%         |
| Sporting        | 2003–2004        | 36    | 22       | 5       | 9        | 65.74%         |
| Benfica         | 2006–2007        | 48    | 28       | 11      | 9        | 65.97%         |
| PAOK            | 2007–2010        | 114   | 58       | 24      | 32       | 57.89%         |
| Grécia          | 2010–2014        | 49    | 26       | 17      | 6        | 64.63%         |
| Portugal        | 2014–2022        | 99    | 61       | 23      | 15       | 69.36%         |
| Polônia         | 2023             | 6     | 3        | 0       | 3        | 50%            |

## Títulos

### Como jogador
Estoril
- Campeonato Nacional da Segunda Divisão: 1974–75[carece de fontes?]

### Como treinador
Porto
- Taça de Portugal: 1999–00, 2000–01
- Supertaça Cândido de Oliveira: 1998, 1999

AEK Atenas
- Copa da Grécia: 2001–02

Seleção Portuguesa
- Campeonato Europeu: 2016
- Liga das Nações da UEFA: 2018–19

### Prémios Individuais
- Melhor treinador do Campeonato Grego: 2001–02, 2004–05, 2008–09, 2009–10[19][20][21][22]
- Melhor treinador da década na Grécia: 2000–10[23]
- IFFHS — Melhor treinador de seleções do mundo: 2016, 2019[24]
- Melhor treinador do mundo — Globe Soccer Awards: 2016[25]
- Melhor treinador da europa: 2016
- Treinador de futebol do ano em portugal: 2016[26]
- Globos de Ouro — treinador do ano: 2017[27]

### Condecorações
- Ordem do Mérito — Grande-Oficial: 2016[9]
- Medalha de ouro do concelho de Arganil: 2016[28]

## Vida pessoal
É oriundo do lugar de Sorgaçosa, Pomares, no concelho de Arganil.